# Palau de Sennàquerib

Plànol del conjunt arquitectònic del pujol de Kukunjik, a Nínive, en què apareix el palau sud-occidental

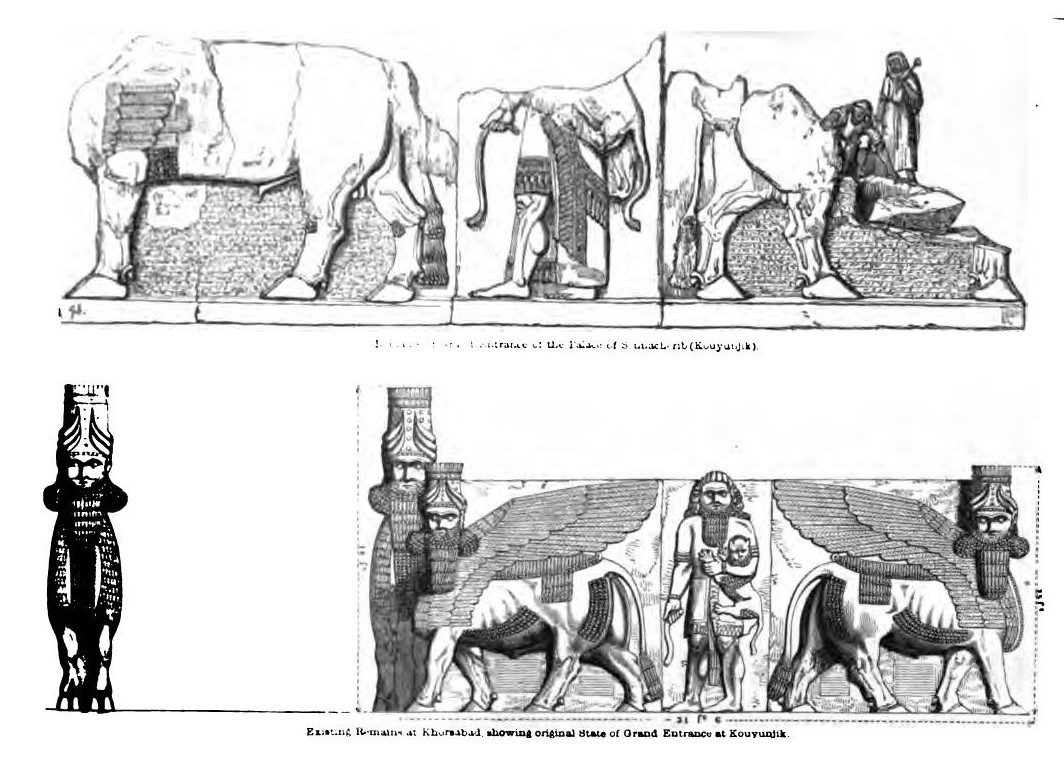
Entrada del Palau de Sennàquerib al de pujol de Kuyunjik; a dalt: restes de la façana i l'entrada principal, a baix: entrada principal reconstruïda basada en les figures de Botta (esquerra) de Dur Xarrukin (Hèrcules escanyant un lleó)

El Palau de Sennàquerib, o Palau Sud-occidental de Sennàquerib, fou el palau principal del rei assiri Sennàquerib (705-681 abans de la nostra era, Sîn-aḫḫe-eriba, en accadi: Sin-achche-eriba) a Nínive, l'actual Mossul, a l'Iraq.
Es degué construir entre el 705 i el 694 ae. El palau estava situat a l'extrem sud-oest de la ciutadella de Nínive. Es va cremar al voltant del 612 ae, i les restes se'n van descobrir al 1850.
El palau que havia ordenat construir Sennàquerib es considerava particularment grandiós, per la qual cosa se'l denominava el Palau sense rival. Cobria una planta d'uns 500 × 240 m. La muralla de la ciutat tenia 25 m d'alçada. El palau s'elevava sobre la muralla més de 20 m. S'han descobert unes 120 habitacions durant les excavacions, i altres 100 més estan sense excavar. Alineats en filera, els relleus de pedra del palau tenen més de tres quilòmetres de llarg.

## Història del palau
Sennàquerib fou un dels reis assiris més poderosos. Va heretar el tron del seu pare Sargon II l'any 705 ae. L'Imperi assiri sòlidament assentat, dotat d'una eficaç administració i la maquinària militar més dotada del seu temps, s'havia expandit en les dècades anteriors al seu accés al tron i abastava els territoris entre Pèrsia i Egipte. Va haver, però, de guerrejar constantment, sobretot contra el rei de Babilònia, que s'havia aliat amb els elamites, i hi va perdre el seu fill major. Sennàquerib, en represàlia, va destruir la ciutat al 689 ae, va envair també el Regne de Judà (Palestina) sota el rei Ezequies, ajudat pel faraó Taharqa i va combatre a Anatòlia.
Des del principi del seu regnat, es proposà posar en pràctica el projecte d'establir el seu centre de poder a Nínive, i abandonà l'anterior capital imperial de Dur Xarrukin. La va triar com una refundació, construint i restaurant edificis, carrers i muralles. Va considerar que era el moment adequat en disposar de grans quantitats de presoners de guerra, víctimes de campanyes militars. Els presoners treballaren en les pedreres al llarg del Tigris, excavaren canals per a subministrar aigua als jardins de Nínive i construïren una muralla nova.

### Edifici del palau
El punt culminant dels esforços de Sennàquerib fou el nou palau. Es va guiar per l'exemple de son pare, que havia col·locat el seu monument a Dur Xarrukin. Sennàquerib va veure un mal auguri a continuar usant el palau del seu pare assassinat, i en trià Nínive com a nova seu del seu, però fent-lo més grandiós.
Va demolir un antic palau, erosionat i arruïnat per les inundacions del riu. Es va col·locar una base de blocs de pedra calcària per a controlar les futures inundacions de primavera. S'hi estengué una tarima de tova assecada al sol, que es barrejava amb palla. Va aixecar sobre aquesta enorme plataforma "el palau sense rival", construcció que encara presenta problemes d'interpretació. L'escriptura cuneïforme en tauletes d'argila confirma les teories arqueològiques. N'hi ha registres sense llacunes per al període de construcció des del 702-693 ae.
Els registres en escriptura cuneïforme mostraven l'any 697 ae que el palau feia uns 385 × 212 m i tenia una alçada de 180 capes de rajola (uns 22 m). Amb aquestes dimensions, hi hauria uns 107 milions de maons. Una altra ampliació entre el 697 i el 693 ae va estendre l'àrea base a 503 × 242 m.

### Arquitectura i característiques
Davant del palau hi havia les portes de la ciutat i la ciutadella. Segueix el model assiri de patis amb estances als costats, però disposant els patis a manera de blocs o unitats independents, alineats amb edificis agrícoles, administratius, allotjaments per a la guàrdia i magatzems. Al centre del conjunt, al pujol, hi havia un Temple d'Ixtar. La sala del tron, on el rei feia audiències, era en un pati. Segons els registres: He construït per a la meva majestat un palau d'or, argent, bronze, cornalina, bretxa, alabastre, vori, banús, fusta d'Orient, boix, cedre, xiprer, ginebre, sàndal i roure de Sindu. El palau era una successió interminable de salons, patis assolellats, corredors i cambres interiors.
El palau, de més de 45 m d'altura, tenia tres portes principals amb portades sostingudes per grans columnes. La base de cada columna era feta de bronze i representava lleons caminant. La tècnica de producció no pogué ser l'emmotllament a la cera perduda perquè la grandària de les figures de lleons no ho permetia. Els metalls líquids s'abocaven en motles i es refredaven. Altres columnes eren de fusta de cedre del Líban. La marqueteria i superposicions d'or i argent adornaven les columnes de fusta de cedre. Sobre les columnes, hi havia capitells eòlics. Per damunt s'alçaven merlets de fileres de vidre emmotllat de color blau brillant. La façana tenia animals d'alabastre amb cap humà i ales, insígnies de seguretat. Es col·locaren toros i esfinxs a les portes. Es diu que les bigues del sostre es van alleugerir tant que brillaven "com el dia", amb ferratges d'argent i coure al voltant, segurament en forma de fris.
Com era tradicional en els palaus assiris, la major part dels murs, patis i estances es recobriren amb ortòstats decorats amb bellíssims relleus en què es narraven les gestes que el nou rei duria a terme en el seu regnat com a difusió de la ideologia i símbol de poder reial.

## Desaparició i redescobriment
El Palau de Sennàquerib de Nínive fou el centre de poder dels assiris durant més de cinquanta anys. Al 612 ae, però, el palau fou saquejat per una coalició enemiga i el van cremar. La plataforma i les parets de rajola hi van sobreviure. El 1849, el britànic Henry Layard continuà l'excavació aturada enfront de Mossul i hi trobà restes dels poderosos palaus de Nínive al tell Kukunjik. Una part dels ortòstats van ser descrits i dibuixats pel mateix arqueòleg. Els murs dels fonaments encara estan soterrats davall els enderrocs. La majoria de les troballes encara es troben al Museu Britànic i altres al Museu Metropolità d'Art.
A la dècada dels 1990, l'assiriòloga i experta en escriptura cuneïforme Stephanie Dalley de la Universitat d'Oxford argumentà a favor de la interpretació que els famosos Jardins Penjants de Babilònia eren en realitat els jardins del Palau de Sennàquerib, que va viure uns 100 anys abans que el rei babilònic Nabucodonosor II. Aquest jardí a Nínive al Tigris fou construït per a l'esposa de Sennàquerib, Tasmetu-Sarrat.

## Galeria d'imatges

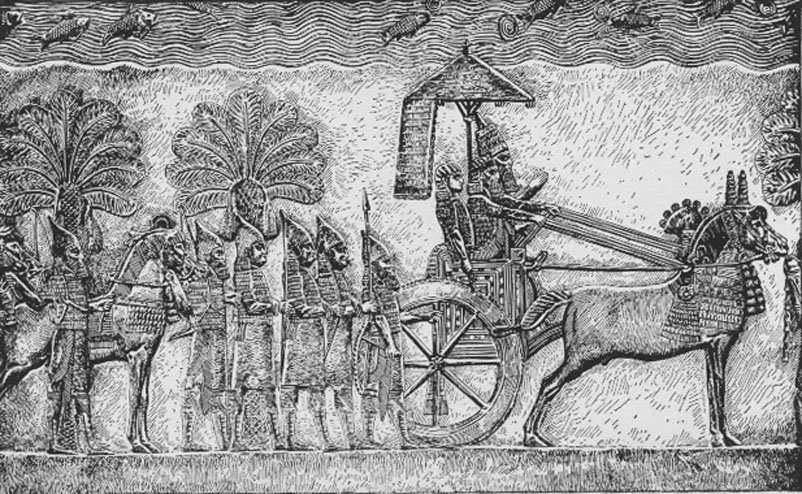
Sennàquerib durant la campanya de Babilònia. Relleu del palau
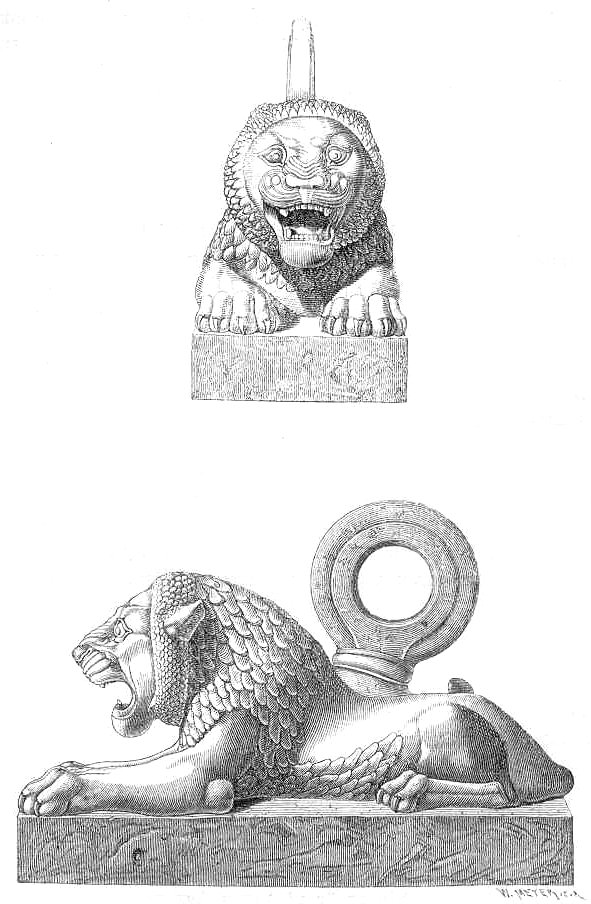
Lleó de bronze (Nínive)
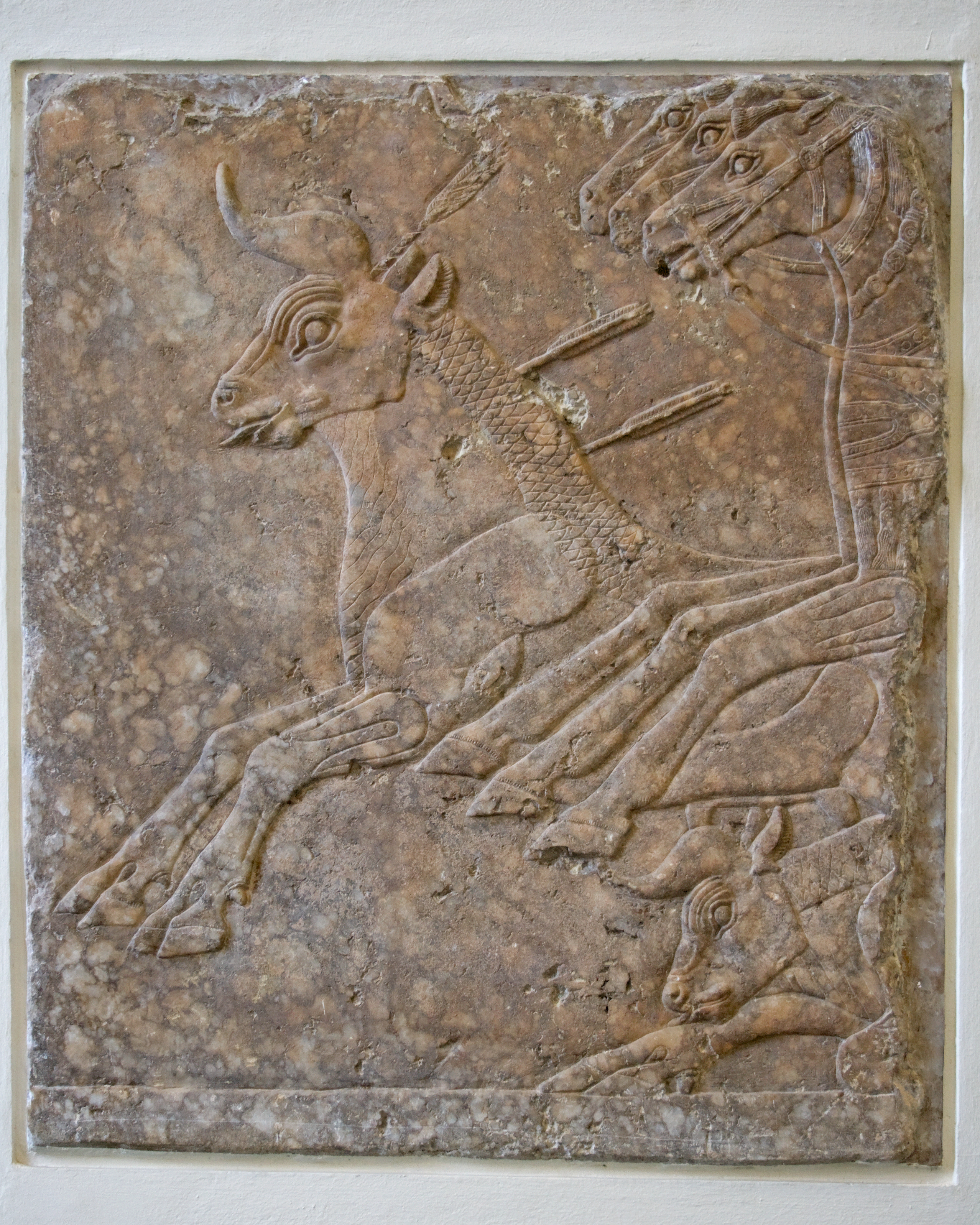
Relleu d'escena de caça en alabastre del palau, c. 695 ae. Museu de Pèrgam
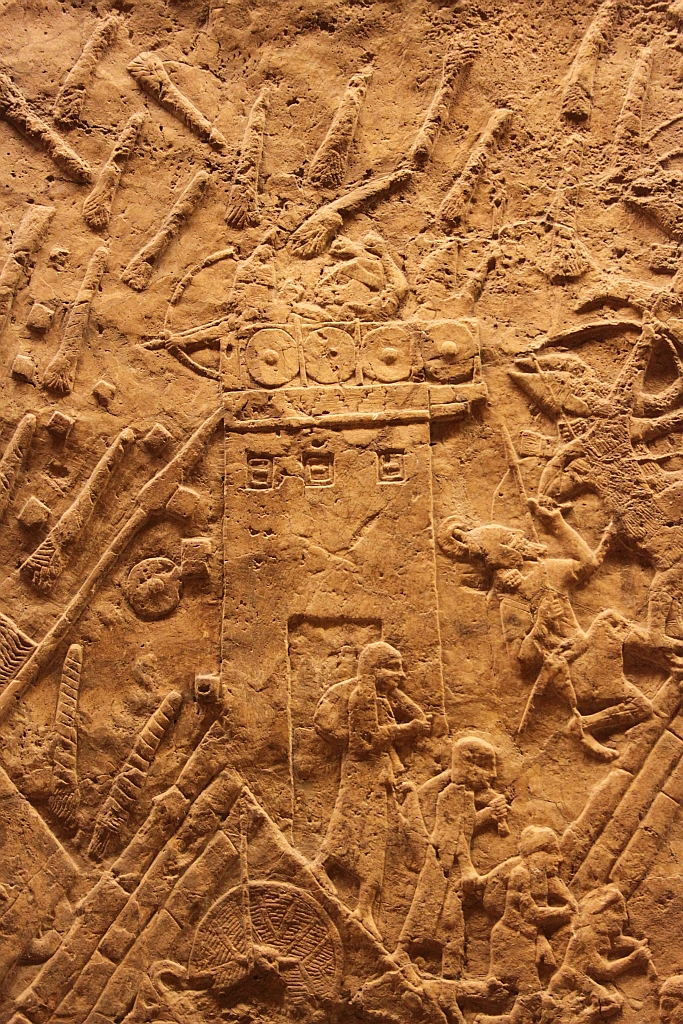
Relleu d'una torre de setge. Museu Britànic